# 赵春龙
赵春龙（韓語：조춘륭），朝鮮民主主義人民共和国政治人物。2014年4月9日在第13届朝鲜最高人民会议第一次会議上被选为朝鮮民主主義人民共和国国防委員会委員，接替退任的白世峰，同时担任朝鲜劳动党軍需工業部第二经济委員会委員長，负责朝鲜导弹和火箭的制造工作。。赵春龙在当选国防委員之前的经历不明，韓国政府猜测趙春龙可能是白世峰的副手，担任过第二经济委員会副委員長。
有消息称他是金正恩妹妹金與正的丈夫。。